# 北東
北東（ほくとう）は、8方位の1つ。東北（とうほく）ともいう。北と東の中間で、方位角は45°である。反対の方位は南西。
南北を先にする表し方は西洋からの習慣であり、東西を先にする表し方は東洋からの習慣である。

## 古方位

古代中国の世界観では天は円形で地は方形とされ、東北は方形の四隅（これを四維という）の一つに位置するとされた。
前漢の書籍『淮南子』天文訓では夏至の日に太陽が出るところが東北維とされている。他の古方位では十二支で丑と寅、八卦で艮で表された。このため日本では十二支の和訓からこの方角のことをうしとらといい、艮の訓にも当てた。さらに細かく十二支・八卦に十干を交えた二十四方位でも艮が用いられる。
日本の陰陽道で、この方位は鬼門とされ、忌み嫌われた。